# عبد الرحمن إبراهيم
عبد الرحمن إبراهيم (مواليد 9 نوفمبر 1974)، لاعب كرة قدم إماراتي سابق. لعب كقلب دفاع وكان يعتبر من أفضل المدافعين في الدوري الإماراتي. تم الإشادة بإبراهيم بسبب هدفه الذهبي الرائع بعيد المدى ضد العراق في ربع نهائي كأس آسيا 1996 الذي أقيم في الإمارات العربية المتحدة. كما سجل هدف في مرمى منتخب البحرين لكرة القدم كأس الخليج 2002

## روابط خارجية
- عبد الرحمن إبراهيم على موقع قاعدة بيانات كرة القدم.إي يو (الإنجليزية)
- عبد الرحمن إبراهيم على موقع ناشيونال فوتبول تيمز (الإنجليزية)